# Paranebaliidae
Paranebaliidae — родина тонкопанцирних ракоподібних, що містить 5 видів.

## Роди
- Levinebalia
- Paranebalia
- Saronebalia